# 20555 Дженнінґз
20555 Дженнінґз (20555 Jennings) — астероїд головного поясу, відкритий 9 вересня 1999 року.
Тіссеранів параметр щодо Юпітера — 3,506.